# Paraphlebia
Paraphlebia is een geslacht van libellen (Odonata) uit de familie van de Megapodagrionidae (Vlakvleugeljuffers).

## Soorten
Paraphlebia omvat 4 soorten:
- Paraphlebia duodecima Calvert, 1901
- Paraphlebia hyalina Brauer, 1871
- Paraphlebia quinta Calvert, 1901
- Paraphlebia zoe Selys in Hagen, 1861